# Grégory Baugé
Pour les articles homonymes, voir Baugé (homonymie).
Grégory Baugé, né le 31 janvier 1985 à  Maisons-Laffitte, est un coureur cycliste et entraineur français, spécialiste du sprint sur piste.
Sociétaire de l'US Créteil durant sa carrière, il décoche quatre médailles olympiques (trois en argent et une en bronze), ainsi que neuf titres de champion du monde (quatre en individuel et cinq par équipes). Il s'est ainsi imposé quatre fois de suite (2009, 2010, 2011 et 2012) en finale mondiale de la vitesse individuelle, mais son titre 2011 lui est retiré pour défaut de localisation dans la procédure internationale de contrôle antidopage. Le 22 février 2015 lors des championnats du monde sur la piste du Vélodrome de Saint-Quentin-en-Yvelines, il remporte son quatrième titre mondial en vitesse individuelle. Il met un terme à sa carrière le 10 janvier 2021 et devient entraineur.

## Biographie

### Son enfance
Originaire de Guadeloupe, Grégory Baugé commence le sport à huit ans en jouant au football. Il choisit rapidement de quitter ce sport car « il n'arrive pas à se réchauffer au cours d'un match et décide alors que ce sport n'est pas fait pour lui. »

Puis son père l'inscrit dans une école de cyclisme à Aubergenville, et Grégory n'hésite plus en dépit du froid à courir dans la rue. À cette époque il dispute des courses sur route, en VTT et en trial.
Dans sa jeunesse, Grégory a rejoint Le Vélo Club Les Mureaux (VCM) de Benjamin jusqu'à Cadet. Il a gagné plusieurs courses sous le maillot rose des Mureaux. 
En 2000, il rejoint le club de l'Entente Cycliste Verneuil Vernouillet Triel dans les Yvelines. À 16 ans, le 16 avril 2001, il se classe troisième de la détection départementale de la piste et se qualifie pour la détection régionale du 25 avril 2001, sans aucune préparation particulière. Conscient de ses qualités et encouragé par son père, il délaisse la route petit à petit. Sur sa lancée, il participe au championnat de France de vitesse cadets (catégorie 15-16 ans) en juillet 2001. Il passe les tours un à un jusqu'en finale où il est battu par le Breton Guillaume Blot.

En novembre 2001, il rejoint l'Union sportive de Créteil et se consacre définitivement à la piste. L'année suivante, à dix-sept ans, il s’ouvre les portes de l'Institut national du sport et de l'éducation physique situé dans le bois de Vincennes, dans le 12e arrondissement de Paris. Il côtoie Laurent Gané, Florian Rousseau, Arnaud Tournant qui dominent les épreuves de vitesse sur le plan mondial.

### Les débuts
Il intègre l'équipe de France de vitesse par équipes juniors en 2002. Associé à Mickaël Murat et François Pervis, il devient Champion du monde de la vitesse par équipes juniors (catégorie 17-18 ans). En cette même année, il étoffe son palmarès en remportant la Coupe des Nations de vitesse olympique à Aigle et le championnat d'Île-de-France. Avec son entraîneur Gérard Quintyn, il vise les Jeux olympiques d'Athènes en 2004.

Premier pistard noir en équipe de France, Baugé améliore ses temps au point de devenir le meilleur démarreur de l’équipe de France de vitesse, c'est-à-dire celui qui effectuera en tête le premier tour de piste.
Lors de cette saison 2004, il devient Champion de France de vitesse espoirs et Champion d'Europe de vitesse par équipes espoirs. Il participe également au Championnat du monde de vitesse. Il réalise le douzième temps des qualifications, mais perd successivement contre Gané au premier tour, puis contre Rousseau en repêchage. Quelques heures plus tard, Florian Rousseau, multiple champion du monde et champion olympique, échoue dans sa tentative de qualification aux Jeux. La carrière de Grégory Baugé démarre au moment où celle de son compatriote s'arrête.
Il devient titulaire de l'équipe de France de vitesse dès 2005. Il échoue aux championnats du monde de 2005. La France, tenante du titre, n'est même pas présente sur le podium. Il remporte la Coupe du monde de vitesse lors de la saison 2005-2006.

### La consécration mondiale

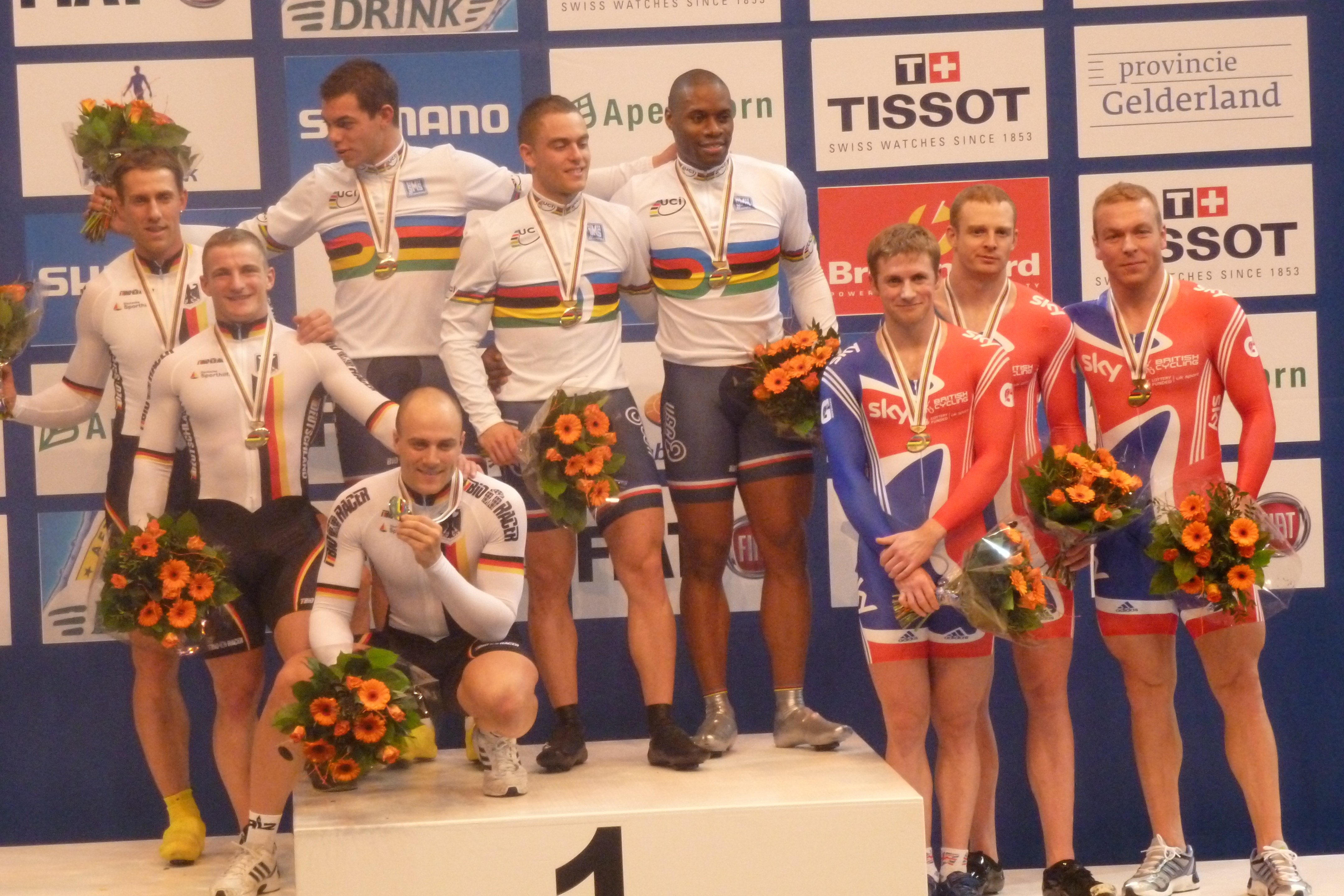
Podium de la vitesse par équipes lors des championnats du monde 2011 (de gauche à droite : Stefan Nimke, René Enders, Kévin Sireau, Maximilian Levy (accroupi), Michaël D'Almeida, Grégory Baugé, Jason Kenny, Matthew Crampton, Chris Hoy).

Il devient pour la première fois champion du monde en 2006, à Bordeaux. Associé à Arnaud Tournant et Mickaël Bourgain, le trio domine l'Australie en finale. Il récolte par la suite trois nouveaux titres (2007 à 2009) de la spécialité, à chaque fois contre la Grande-Bretagne de Chris Hoy.
Lors des Jeux olympiques de 2008 à Pékin, il échoue dans sa quête de titre olympique, mais obtient une médaille d'argent en vitesse par équipes.
En 2009, il devient le deuxième coureur noir, après l'Américain Major Taylor en 1899 à devenir champion du monde de vitesse. Il remporte ce titre après avoir battu son compatriote Kévin Sireau en demi-finales puis la surprise du tournoi, le Malaisien Azizulhasni Awang en finale, après trois manches.
En 2010, il conserve son titre après avoir notamment éliminé Chris Hoy en 1/4 de finale et Kévin Sireau en 1/2 finales. En finale, il bat facilement en deux manches Maximilian Levy. Il devient le premier Français à conserver son titre dans l'épreuve reine depuis Florian Rousseau en 1998. La suite de son année 2010 est marquée par une chute au printemps, puis au cours de l'été il attrape le virus de la dengue qui l'empêche de prendre part aux premiers championnats d'Europe sur piste élites. Il fait son retour lors de l'épreuve de Coupe du monde de Cali, où il remporte la vitesse par équipes. En fin d'année, il annonce dans un premier temps mettre un terme à sa carrière de cycliste sur piste après les Jeux olympiques de Londres pour s'adonner à l'athlétisme et au 100 mètres, mais il décide par la suite de continuer jusqu'aux Jeux de Rio en 2016.
Aux championnats du monde d'Apeldoorn de 2011, il remporte son cinquième titre de champion du monde de vitesse par équipes, prenant avec Michaël D'Almeida et Kévin Sireau sa revanche sur les Allemands qui les avaient dominés l'année précédente. Il se montre par la suite « impérial » lors du tournoi de vitesse, où il remporte toutes ses manches jusqu'en finale où il bat le Britannique Jason Kenny en deux manches. Ces deux titres lui sont par la suite retirés, à la suite d'une sanction pour non-respect des règles de localisation dans le cadre de la lutte contre le dopage. Le 7 avril 2012, il redevient champion du monde de vitesse individuelle, remportant ainsi dans cette discipline son 3e titre officiel, en battant à nouveau le britannique Jason Kenny (champion du monde 2011 à la suite de son déclassement) en deux manches lors de la finale des Mondiaux de cyclisme sur piste de Melbourne, où il récolte aussi une médaille d'argent en vitesse par équipes (toujours avec Michaël D'Almeida et Kévin Sireau).
Lors des Jeux olympiques de Londres 2012, l'équipe de France de piste et Grégory Baugé subissent la loi des cyclistes britanniques. Avec Michaël D'Almeida et Kévin Sireau, il est battu en finale de la vitesse par équipes le 2 août par Philip Hindes, Chris Hoy et Jason Kenny. Quatre jours plus tard, Jason Kenny le domine en deux manches en finale de la vitesse individuelle. Grégory Baugé remporte en la circonstance sa troisième médaille d'argent olympique en comptant celle de vitesse par équipes à Pékin en 2008.
Les Championnats du monde de cyclisme sur piste 2015 se déroulent en France, dans le nouveau Vélodrome de Saint-Quentin-en-Yvelines. Grégory Baugé commence par remporter son cinquième titre mondial en vitesse par équipes, en position de démarreur, et toujours avec Michael D'Almeida et Kévin Sireau. Dominés sur la piste en finale par la Nouvelle-Zélande (Edward Dawkins, Ethan Mitchell, Sam Webster), les Français sont sacrés à la suite de la disqualification de leurs adversaires. Le « Tigre » mène ensuite un parcours autoritaire en vitesse individuelle, gagnant tous ses matches en deux manches (sauf le quart de finale face à François Pervis) avant de remporter son quatrième titre mondial dans cette discipline en battant le Russe  Denis Dmitriev en finale le 22 février.

### Désillusions et performances en deçà

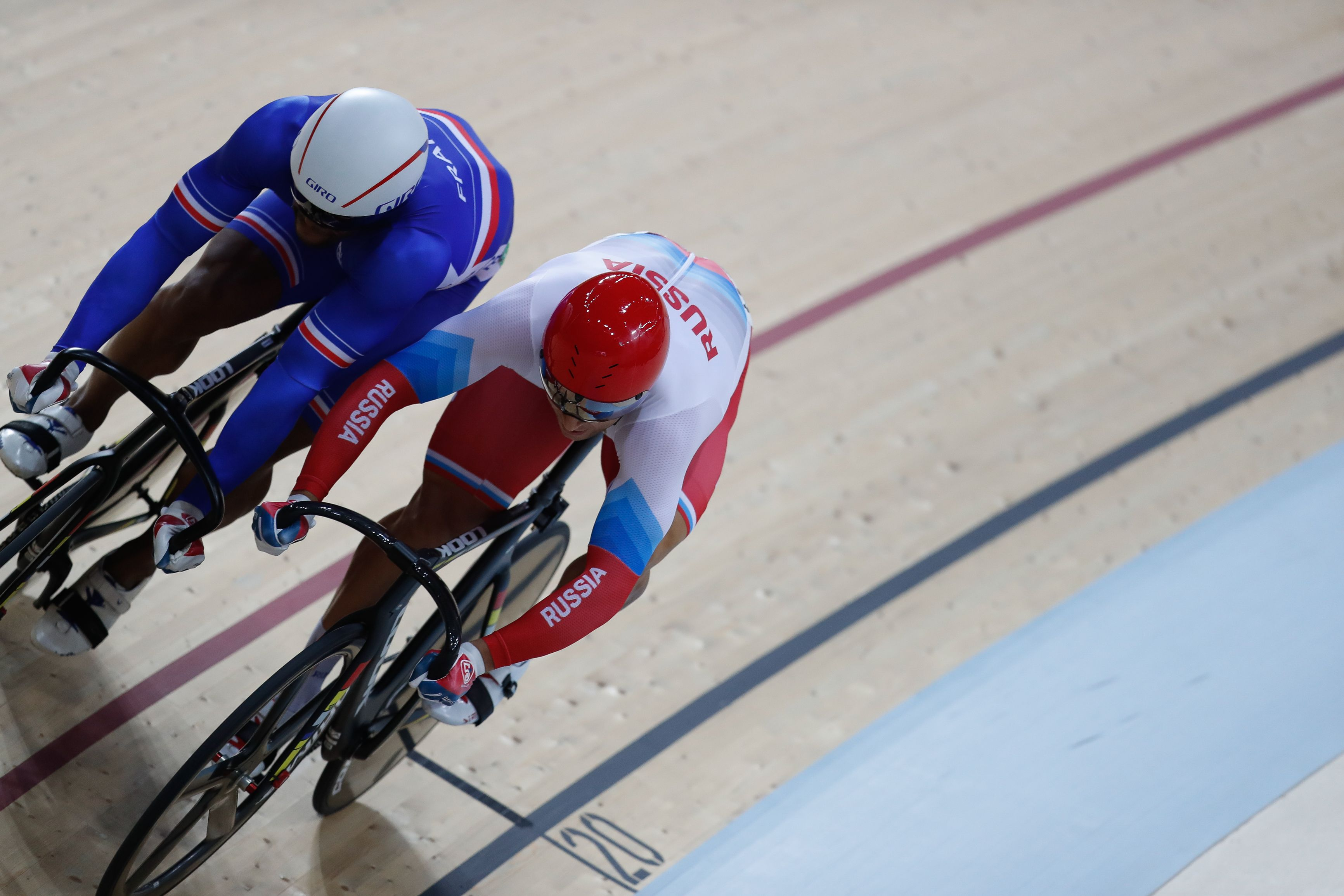
Baugé (à gauche), aux Jeux olympiques de 2016 contre Denis Dmitriev.

Grégory Baugé vise en 2016 le titre olympique, le seul qui lui manque. Il dispute les mondiaux de Londres en guise de préparation pour les Jeux, où il ne remporte pas de médailles. Lors des Jeux une nouvelle fois dominés par les pistards britanniques, il remporte le bronze en vitesse par équipes et est éliminé du tournoi de vitesse en 1/4 de finale par le Russe Denis Dmitriev, échouant dans sa quête d'or olympique.
En décembre 2016, Baugé critique la Fédération française de cyclisme. Selon lui, le fait qu'il n'ait terminé que septième aux Jeux olympiques de 2016 à Rio est dû à une mauvaise préparation et aux conditions de préparation. Le travail des anciens entraîneurs Daniel Morelon, Gérard Quintyn et Florian Rousseau avait été « piétiné » par la Fédération , et le « savoir-faire français » avait disparu. Quatre ans plus tôt, avec moins d'argent et sans l'actuel Vélodrome National, ils avaient obtenu plus de succès. Dans une autre interview, il déclare qu'il prévoit de rester actif jusqu'aux Jeux olympiques de Tokyo, prévues en 2020, mais reportés en 2021.
En 2019, battu par les Néerlandais, il remporte la médaille d'argent en vitesse par équipes aux mondiaux avec Quentin Lafargue, Sébastien Vigier et Michaël D'Almeida. Lors des Jeux européens à Minsk, il décroche également l'argent en vitesse par équipes, avec Rayan Helal, Quentin Caleyron et Quentin Lafargue. L'équipe française avec Lafargue, Vigier et Melvin Landerneau prend ensuite la troisième place aux championnats d'Europe 2019.
En juin 2020, Grégory Baugé a commenté les manifestations après le meurtre de George Floyd, selon lesquelles des coureurs à la peau noir comme lui doivent également faire face à la discrimination raciale dans le cyclisme. Bien qu'il n'ait pratiquement pas subi de discrimination raciale depuis qu'il évolue au haut niveau : « Le racisme fait partie de notre quotidien, depuis toujours finalement. On apprend à vivre avec, même si bien sûr c'est regrettable, c'est malheureux. ». Il fait référence à son compatriote Kévin Réza, qui a été confronté à des propos racistes dans sa carrière. Pour Baugé, ces incidents ne sont pas une surprise, même si les athlètes se réfugient dans le silence, de peur de ne pas recevoir suffisamment de soutien : « Quand je vois le foot aussi, dans les instances, ils disent qu'ils sont contre le racisme, mais dans les faits il n'y a rien du tout [...] Mais les instances, ce n'est pas leur problème. Dès l'instant où ça ne rapporte pas d'argent, ça ne les intéresse pas. ».
Le 10 janvier 2021, il annonce l'arrêt de sa carrière et renonce aux  Jeux olympiques de Tokyo reportés en 2021.

### Reconversion comme entraineur
En mars 2022, il est nommé entraîneur national du sprint en France. Lors des mondiaux 2022, disputés à domicile, à Saint-Quentin-en-Yvelines, les sprinteurs français remportent trois médailles, dont deux titres pour Mathilde Gros (vitesse) et Taky Marie-Divine Kouamé (500 mètres), vingt-trois ans après ceux obtenus par Félicia Ballanger. En janvier 2023, il est nommé entraîneur principal du sprint français à la place de Herman Terryn. Il quitte cette fonction à l'issue d'une année 2024 où les sprinteurs français n'ont remporté aucune médaille aux Jeux olympiques (une première depuis 1992) et aux mondiaux (une première depuis 1990).

## Palmarès

### Jeux olympiques
- Pékin 2008
  -  Médaillé d'argent de la vitesse par équipes (avec Kévin Sireau, Arnaud Tournant et Mickaël Bourgain)
- Londres 2012
  -  Médaillé d'argent de la vitesse individuelle
  -  Médaillé d'argent de la vitesse par équipes (avec Kévin Sireau et Michaël D'Almeida)
- Rio 2016
  -  Médaillé de bronze de la vitesse par équipes (avec François Pervis et Michaël D'Almeida)
  - 7e de la vitesse individuelle

### Championnats du monde
- Bordeaux 2006 

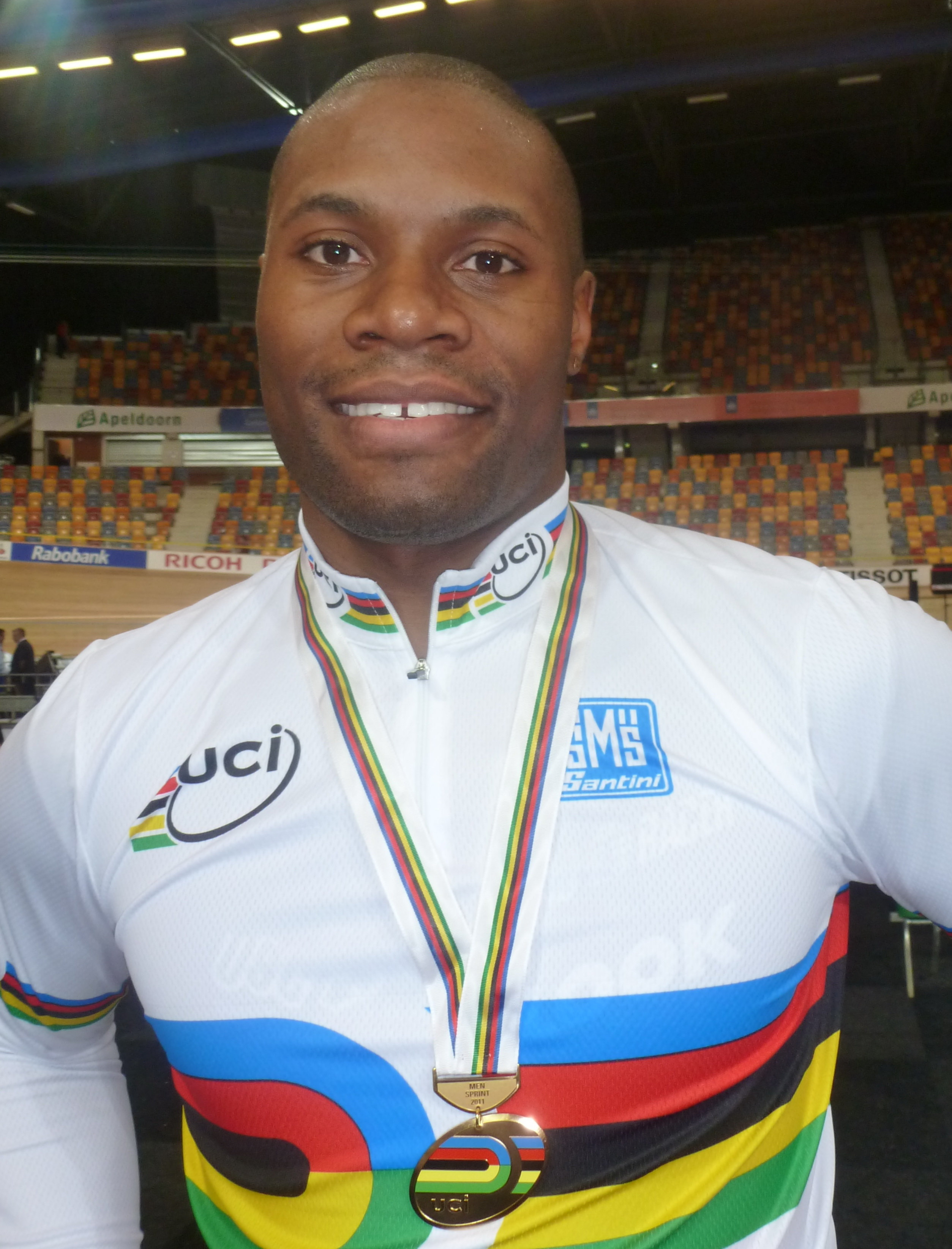
Grégory Baugé aux championnats du monde sur piste de 2011.

  -  Champion du monde de vitesse par équipes
- Palma de Majorque 2007 
  -  Champion du monde de vitesse par équipes
  -  Médaillé d'argent de la vitesse individuelle
- Manchester 2008 
  -  Champion du monde de vitesse par équipes
- Pruszkow 2009 
  -  Champion du monde de vitesse par équipes
  -  Champion du monde de vitesse individuelle
- Ballerup 2010 
  -  Champion du monde de vitesse individuelle
  -  Médaillé d'argent de la vitesse par équipes
- Melbourne 2012
  -  Champion du monde de vitesse individuelle
  -  Médaillé d'argent de vitesse par équipes
- Cali 2014
  -  Médaillé de bronze de la vitesse par équipes
- Saint-Quentin-en-Yvelines 2015
  -  Champion du monde de vitesse par équipes (avec Kévin Sireau et Michaël D'Almeida)
  -  Champion du monde de vitesse individuelle
- Londres 2016
  - 4e de la vitesse par équipes
  - 6e de la vitesse individuelle[16]
- Pruszków 2019
  -  Médaillé d'argent de la vitesse par équipes

### Championnats du monde juniors
- 2002
  -  Champion du monde de la vitesse par équipes juniors (avec Mickaël Murat et François Pervis)

### Coupe du monde
- 2004

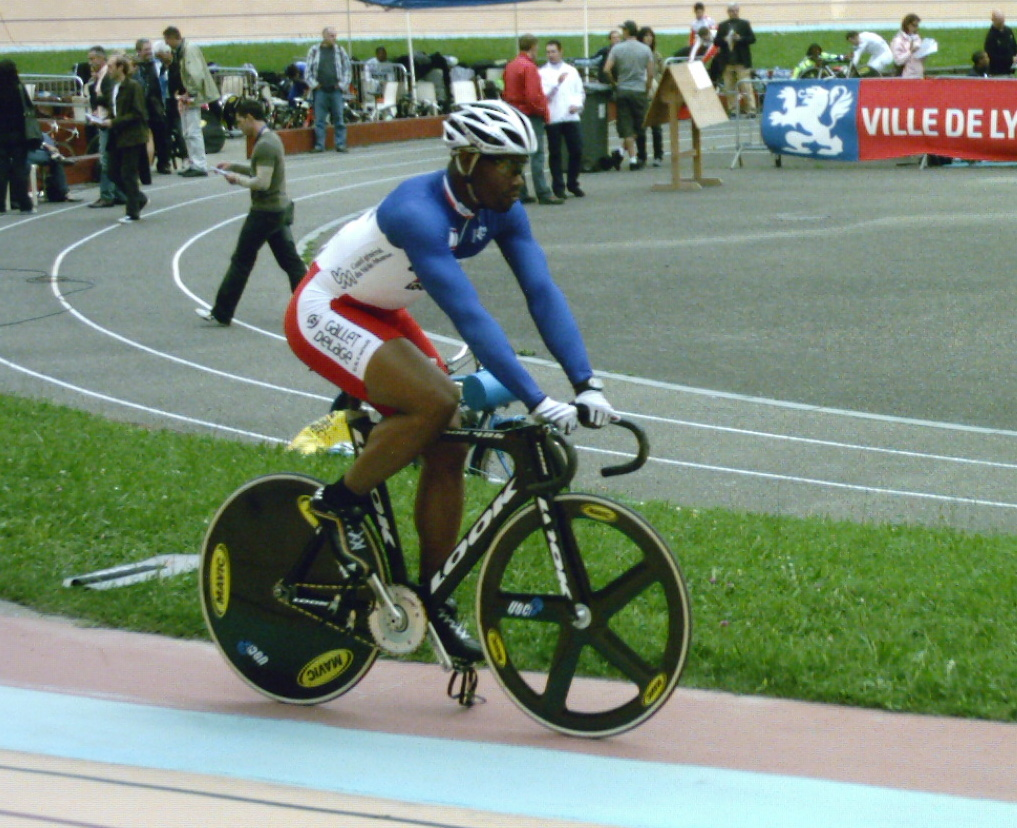
Grégory Baugé à Lyon en 2008

  - 2e de la vitesse par équipes à Manchester
- 2004-2005
  - 1er de la vitesse par équipes à Sydney (avec François Pervis et Arnaud Tournant)
  - 2e de la vitesse par équipes à Moscou
  - 2e de la vitesse à Moscou
  - 2e du keirin à Moscou
- 2005-2006
  - Classement général de la vitesse
  - 1er de la vitesse à Sydney
  - 1er de la vitesse à Los Angeles
  - 1er de la vitesse par équipes à Los Angeles (avec François Pervis et Mickaël Bourgain)
  - 2e de la vitesse par équipes à Sydney
- 2006-2007
  - 1er de la vitesse à Los Angeles
  - 2e de la vitesse par équipes à Moscou
  - 2e de la vitesse par équipes à Los Angeles
- 2007-2008
  - 1er de la vitesse par équipes à Copenhague (avec François Pervis et Kévin Sireau)
  - 2e de la vitesse par équipes à Pékin
  - 2e de la vitesse par équipes à Los Angeles
- 2008-2009
  - 1er de la vitesse à Pékin
  - 1er de la vitesse à Copenhague
  - 2e de la vitesse par équipes à Pékin
  - 2e du keirin à Pékin
  - 3e de la vitesse par équipes à Copenhague
- 2009-2010
  - 3e de la vitesse par équipes à Pékin
- 2010-2011
  - 1er de la vitesse par équipes à Cali (avec Kévin Sireau et Michaël D'Almeida)
  - 1er de la vitesse par équipes à Manchester (avec Kévin Sireau et Michaël D'Almeida)
  - 2e de la vitesse par équipes à Londres
  - 3e de la vitesse à Cali
- 2014-2015
  - 1er de la vitesse par équipes à Cali (avec Kévin Sireau et Quentin Lafargue)
- 2018-2019
  - 2e de la vitesse par équipes à Saint-Quentin-en-Yvelines
  - 3e de la vitesse par équipes à Cambridge
- 2019-2020
  - 3e de la vitesse par équipes à Hong Kong

### Championnats d'Europe
| Édition / Épreuve          | Keirin | Vitesse individuelle | Vitesse par équipes |
| Moscou 2003 (juniors)      | Argent | Or                   |                     |
| Valence 2004 (espoirs)     |        | 5e                   | Or                  |
| Fiorenzuola 2005 (espoirs) |        | Bronze               |                     |
| Athènes 2006 (espoirs)     |        | Argent               | Argent              |
| Cottbus 2007 (espoirs)     | Bronze | Or                   | Or                  |
| Apeldoorn 2013             |        |                      | Argent              |
| Baie-Mahault 2014          | 6e     | Or                   | Argent              |
| Glasgow 2018               |        | 10e                  |                     |
| Apeldoorn 2019             |        |                      | Bronze              |

### Jeux européens
| Édition / Épreuve | Vitesse par équipes                       |
| Minsk 2019        | Argent (avec Caleyron, Helal et Lafargue) |

### Championnats de France
- 2003

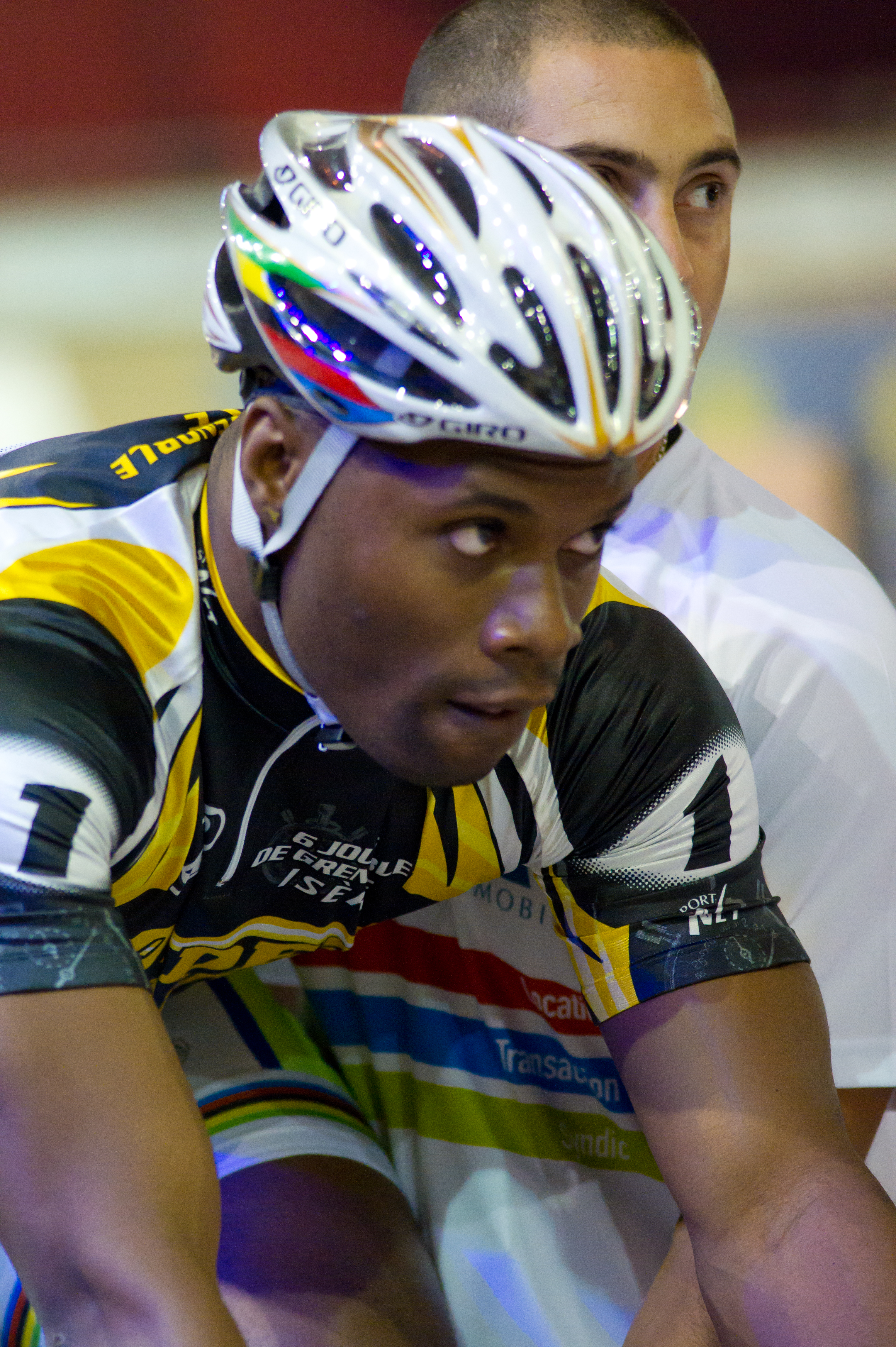
Aux Six jours de Grenoble 2011

  -  Champion de France de vitesse juniors
  - 2e du kilomètre
- 2004
  -  Champion de France de vitesse espoirs
- 2005
  - 3e de la vitesse par équipes
- 2006
  -  Champion de France de vitesse par équipes
- 2007
  -  Champion de France de vitesse
  -  Champion de France du keirin
- 2009
  -  Champion de France de vitesse
  - 2e du keirin
- 2011
  -  Champion de France de vitesse
- 2014
  - 2e du keirin
  - 3e de la vitesse

## Distinctions
- Vélo d'or français : 2009

## Vidéographie
- Champions de France - Gregory Baugé, série Champions de France, film-portrait raconté par Ariane Ascaride, co-réalisé par Pascal Blanchard et Rachid Bouchareb 2016, 2 minutes. [voir en ligne]

## Vie personnelle
Il se marie avec la cycliste guadeloupéenne Olivia Montauban en 2017. Le couple a une fille en 2019[réf. nécessaire].